# シロテンハナムグリ
シロテンハナムグリ（白点花潜、学名Protaetia orientalis submarumorea）は、コガネムシ科の甲虫で、日本、台湾などアジアの一部に生息している。
ハナムグリ類としては大型で、花より樹液や果実に集まる。往々にしてカナブンや同属のシラホシハナムグリと共に見られる。同属のシラホシハナムグリは、特徴が酷似しているが、両者にある白い点の配置が違い、そこで区別がつく。
飛び方が特徴的で、飛翔時に前翅（鞘翅）を内側に傾けると、多くの甲虫と違い、開かなくても側面に隙間ができ、この状態で後翅を伸ばせるので、前翅を閉じたまま後翅を羽ばたいて飛ぶ。この特徴はカナブンなど、他のハナムグリ亜科の甲虫にも言えることである。
森林の豊かな朽木や腐葉土が無くとも、枯れた雑草の堆積物がある程度あれば幼虫が育つ。また成虫は再越冬能力を持ち寿命が長く、複数年にわたり繁殖する個体もある。このため本種は環境の悪化に大変強い大型甲虫である。都心の公園や緑地、臨海の埋め立て地等でも飛行中の姿が盛んにみられる。さらに、カナブンが減少するに従い、従来彼らが占めていた生態的ニッチを奪いつつある。

## 写真

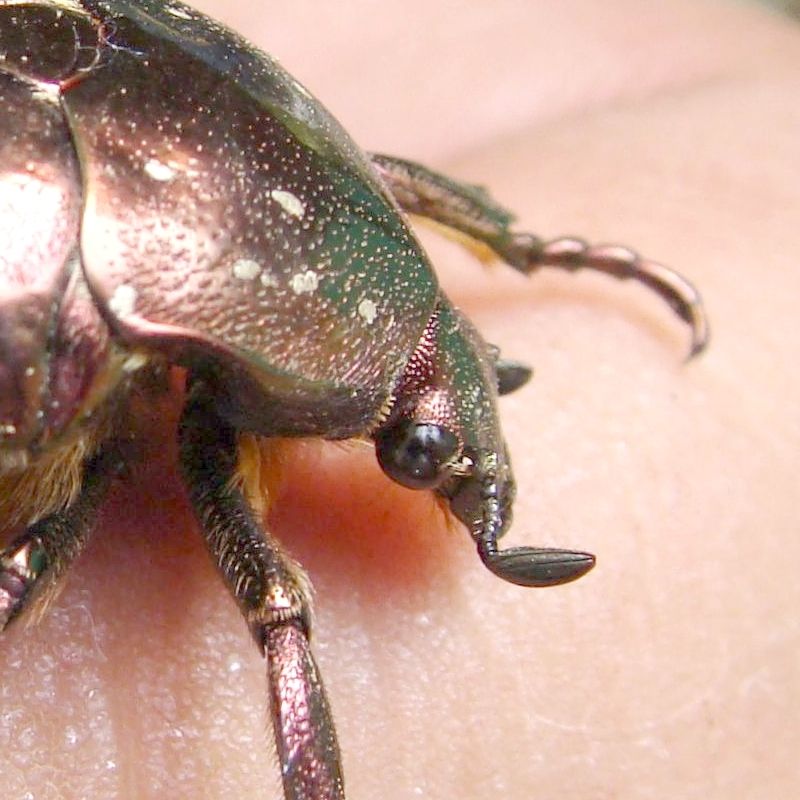
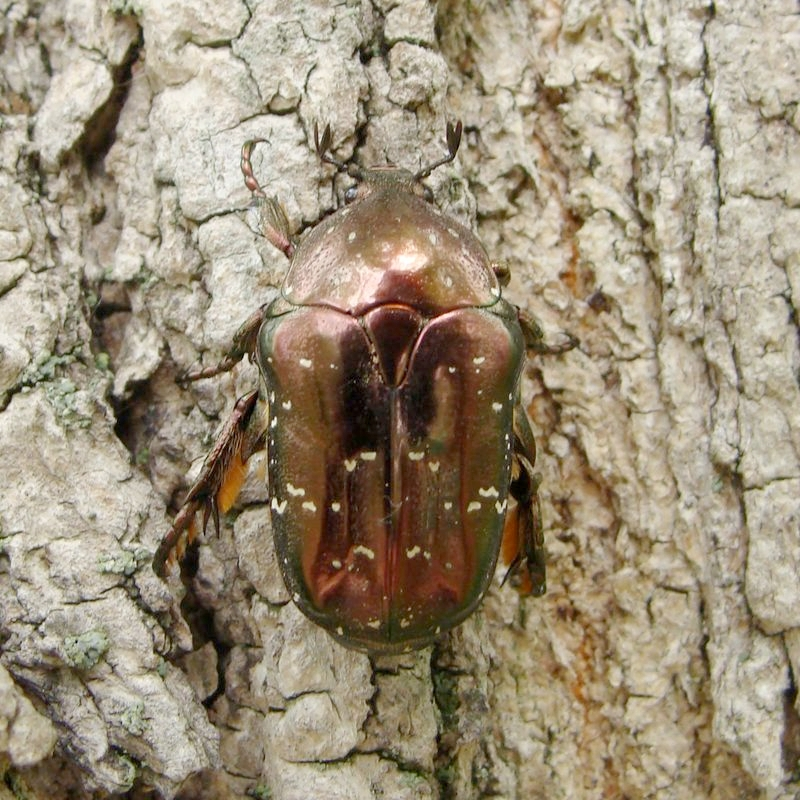